# Sisyrinchium chaguaranicum
Sisyrinchium chaguaranicum är en irisväxtart som beskrevs av Pierfelice Ravenna. Sisyrinchium chaguaranicum ingår i släktet gräsliljor, och familjen irisväxter.
Artens utbredningsområde är Bolivia. Inga underarter finns listade i Catalogue of Life.